# Stecknadelhorn
De Stecknadelhorn is een 4242 meter hoge berg in het Zwitserse kanton Wallis. De berg maakt deel uit van het Mischabelmassief, gelegen tussen het Mattertal en het Saastal.
De top van de Stecknadelhorn werd voor het eerst bereikt op 8 augustus 1887 door O. Eckenstein en de gids M. Zurbriggen.